# Campionati mondiali di taekwondo 1975
I Campionati mondiali di taekwondo 1975 sono stati la 2ª edizione dei campionati mondiali di taekwondo, organizzati dalla World Taekwondo Federation, e si sono svolti a Seul, nella Corea del Sud, dal 28 al 31 agosto 1975.

## Medagliati
| Specialità | Oro                          | Argento                          | Bronzo                                                       |
| -48 kg     | Wang Soo-Yong Corea del Sud  | Jaime de Pablos Messico          | Wen Chingliu Taiwan / Hidesi Yamane Giappone                 |
| 53 kg      | Han Yoo-Keun Corea del Sud   | Liu Chinchien Taiwan             | Moritz von Macher Messico / Jaime Martin Filippine           |
| 58 kg      | Son Tae-Hwan Corea del Sud   | Ramiro Guzmán Messico            | Hubert Leuchter Germania Ovest / Dennis Robinson Stati Uniti |
| 63 kg      | Lee Gyeo-Sung Corea del Sud  | Wolfgang Dahmen Germania Ovest   | Reza Arab Iran / Martin Hall Australia                       |
| 68 kg      | Yoo Yong-Hap Corea del Sud   | Michael Adey Australia           | Emmanuel Paman Costa d'Avorio / Wang Tiehcheng Taiwan        |
| 74 kg      | Hur Song Corea del Sud       | Liang Pinghui Taiwan             | Théophile Dossou Costa d'Avorio / A.F. Odut Uganda           |
| 80 kg      | Yang Yong-Kwon Corea del Sud | Steve Pound Guam                 | Chang Hsianghsiang Taiwan / Alejandro Zumbado Costa Rica     |
| +80 kg     | Choi Jeong-Do Corea del Sud  | Meinolf Lüttecken Germania Ovest | Carl Pluckham Australia / Lim Yingteng Taiwan                |

## Medagliere
| Posizione | Paese          | Oro | Argento | Bronzo | Totale |
| --------- | -------------- | --- | ------- | ------ | ------ |
| 1         | Corea del Sud  | 8   | 0       | 0      | 8      |
| 2         | Taiwan         | 0   | 2       | 4      | 6      |
| 3         | Germania Ovest | 0   | 2       | 1      | 3      |
| 3         | Messico        | 0   | 2       | 1      | 3      |
| 5         | Australia      | 0   | 1       | 2      | 3      |
| 6         | Guam           | 0   | 1       | 0      | 1      |
| 7         | Costa d'Avorio | 0   | 0       | 2      | 2      |
| 8         | Costa Rica     | 0   | 0       | 1      | 1      |
| 8         | Stati Uniti    | 0   | 0       | 1      | 1      |
| 8         | Filippine      | 0   | 0       | 1      | 1      |
| 8         | Iran           | 0   | 0       | 1      | 1      |
| 8         | Giappone       | 0   | 0       | 1      | 1      |
| 8         | Uganda         | 0   | 0       | 1      | 1      |
|           | TOTALE         | 8   | 8       | 16     | 32     |